# Leperina marmorata
Leperina marmorata là một loài bọ cánh cứng trong họ Trogossitidae. Loài này được Arrow miêu tả khoa học năm 1900.